# ノートン湾
ノートン湾（英語: Norton Sound)は、ベーリング海に存在する湾の1つである。

## 概要

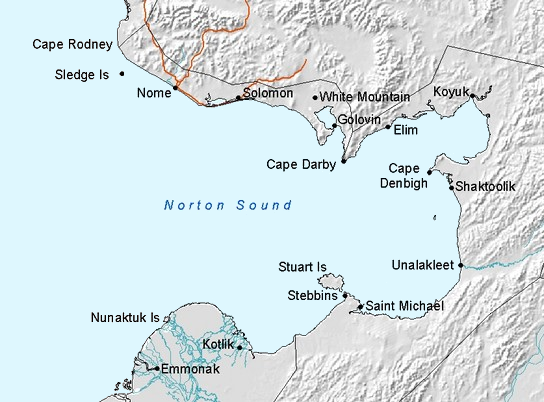
ノートン湾の地図。

ノートン湾は長さ約240km、幅200kmである。アラスカ州西岸、スワード半島の南に位置する。湾周辺の主要な街としては、ノームの街が北岸に形成されている。また、ユーコン川が形成した三角州が南岸の一部を占めており、ユーコン川が湾内へと注いでいる。ユーコン川からの流入水は湾に影響を及ぼしていて、塩分濃度が下がるために湾内は比較的結氷しやすい。しかし、6月から10月までは湾内に氷が見られない。

## 歴史
ノートン湾の周辺地域には何世紀にもわたってユピクやイヌピアットが住んできた。ノートン湾は両者の境界となっており、北にはイヌピアットが、南にはユピクが住む。1778年9月にジェームズ・クックにより探検され、当時の庶民院議長フレッチャー・ノートンにちなみ命名された。ちなみに、水上機母艦ノートン・サウンドはこの湾から命名されている。